# Heinz Grabner
Heinz Grabner (* 23. September 1942 in Mürzzuschlag) ist ein ehemaliger österreichischer Politiker (SPÖ) und Stadtbaudirektor. Grabner war von 1983 und 1986 Abgeordneter zum Österreichischen Nationalrat.
Grabner besuchte nach der Volksschule ein Realgymnasium und legte 1960 die Matura ab. Er studierte im Anschluss Architektur an der Technischen Universität Graz und schloss sein Studium 1970 mit dem akademischen Grad Dipl.-Ing. ab. Bereits ab 1964 hatte er als Angestellter in Architektenbüros gearbeitet, 1974 wurde er Stadtbaudirektor in Knittelfeld. Grabner vertrat die SPÖ zwischen dem 1. Juni 1983 und dem 16. Dezember 1986 im Nationalrat und war von 1991 bis 2005 Abgeordneter zum Steiermärkischen Landtag.